# Tariel Oniani
Tariel Oniani (en georgià: ტარიელ ონიანი, rus: Тариэл Ониани), també conegut com a Taro, és un mafiós georgià, considerat com a destacat Vor v zakone del clan Kutaissi de la màfia russo-georgiana.
Oniani va néixer el 1952 a Tkibuli, ciutat minera de la regió georgiana d'Imerècia, en època de l'RSS de Geòrgia. El seu pare va morir en un accident miner, fet que suposadament va abocar Oniani a introduir-se en el món del crim organitzat. Va ser condemnat a presó per robatori als 17 anys, el primer d'una llarga llista de delictes com tinença d'armes, tràfic de drogues o extorsió. Als anys 70 tindria ja una certa celebritat en el món criminal, que el portaria a ser considerat posteriorment un influent Vor v zakone. A finals dels anys 80, el clan Kutaisi, dirigit per Taro, gaudia d'una autoritat indiscutible a Moscou. La dècada del 1990, Oniani es va instal·lar a França, anys en què el crim organitzat post-soviètic va començar a invertir a la Costa Blava, París i Gex (a la frontera amb Suïssa). El 1998, un tribunal de Grassa va condemnar-lo a quatre anys de presó per l'intent de segrest d'un georgià que s'havia refugiat a Bèlgica. En marxar de França es va establir a Barcelona, on va adquirir una luxosa casa, i va formar una estructura empresarial per a blanquejar fons procedents d'activitats il·lícites. Des d'aleshores, Catalunya es convertí en un dels territoris amb més presència de membres de la màfia russo-georgiana, tal com van reflectir informacions del fiscal anticorrupció Fernando Bermejo que va publicar The Guardian, a partir de comunicacions de l'Ambaixada americana filtrades per Wikileaks. L'estiu del 2005 Oniani va poder escapar de l'Operació Vespa, un macro-dispositiu policial per desarticular la seva organització en el qual va ser detinguda la seva filla Gvantsa. Les autoritats espanyoles van sol·licitar a la Interpol la recerca d'Oniani i Zakhar Kalaixov, un altre cap rellevant de l'organització. Oniani va marxar a Moscou, i el 2006 se li va concedir la ciutadania russa. En aquesta nova etapa, l'enemistat entre Oniani i el cap d'una de les altres branques del crim organitzat rus, Aslan Usoian, va augmentar arran de la reclamació que el primer va fer sobre part dels fons provinents d'Espanya que Usoian heretà després de la condemna i empresonament de Kalaixov. Els intents de pactar una pau entre clans van fracassar, incloent l'assassinat de Viatxeslav Ivankov, el mediador que havia dictat sentència en favor d'Usuain. La detenció d'Oniani el 2009 va suposar una reducció inexorable del seu camp de maniobra, alhora que afins al seu clan eren assassinats. Va complir condemna per un segrest a la presó russa d'Orenburg fins al 9 d'abril del 2019, tot i que va ser detingut novament per concedir la demanda d'extradició que la Interpol havia cursat a petició de les autoritats espanyoles. L'1 d'abril del 2020 l'Audiència Nacional el va condemnar a 4 anys de presó per associació il·lícita per al blanqueig de capitals, que segons la sentència provenien d'activitats realitzades en tercers països, inclosos els Estats Units, i que per això va comptar amb la col·laboració d'altres membres de l'organització "subordinats a la seva persona i amb un entramat de diverses societats ".